# Bolbitis deltigera
Bolbitis deltigera är en träjonväxtart som först beskrevs av Nathaniel Wallich och C. B. Cl., och fick sitt nu gällande namn av Carl Frederik Albert Christensen. Bolbitis deltigera ingår i släktet Bolbitis och familjen Dryopteridaceae. Inga underarter finns listade.